# Weather, Climate, and Society
Weather, Climate, and Society (WCAS) est une revue scientifique à comité de lecture publiée chaque trimestre par l'American Meteorological Society.
WCAS publie des recherches qui englobent l'économie, l'analyse politique, les sciences politiques, l'histoire et les démarches institutionnelles, sociales et comportementales relatives au temps et au climat, y compris sur les sujets relatifs au changement climatique.